# Trans World Airlines
Trans World Airlines, Inc. (TWA), ribattezzata TWA Airlines LLC nel 2001, è stata una delle maggiori compagnie aeree degli Stati Uniti con hub a St. Louis, New York (JFK), Denver (Stapleton) e Kansas City. La compagnia operò dal 25 ottobre 1930 fino a quando fu acquistata dalla American Airlines nel 2001.
In passato la TWA era una delle più grandi compagnie aeree degli Stati Uniti, volando tra St. Louis (e, con meno collegamenti, da JFK) alla maggior parte delle città americane. Ebbe anche un non trascurabile servizio di navette dalle città più piccole del Mid West. Fuori dagli Stati Uniti, la TWA aveva una rete di collegamenti ben sviluppata con l'Europa e il Medio Oriente, servita principalmente dall'aeroporto JFK. Prima della deregulation del 1978, la TWA, l'American Airlines, la United Airlines e la Pan Am erano conosciute come le "Big Four", in quanto erano le quattro più grandi compagnie aeree statunitensi.

## Storia

### Anni 1930

#### La Fondazione della T&WA
La storia aziendale inizia il 16 luglio 1930 negli Stati Uniti con la fusione forzata della Transcontinental Air Transport (T-A-T) e della Western Air Express per formare la Transcontinental & Western Air (T&WA). Le due aziende si fusero dietro la pressione del Postmaster General Walter Folger Brown il quale stava cercando di formare compagnie aeree di maggiori dimensioni per assegnare loro contratti per il trasporto della Posta Aerea. Accuse di favoritismo nell'assegnazione dei contratti condussero allo "Scandalo Della Posta Aerea" (Air Mail Scandal) a causa del quale le due compagnie aeree si separarono nel 1934, sebbene il nome T&WA rimase. Entrambe le compagnie ebbero nelle loro file pionieri dell'aria di alto profilo, cosicché ebbero il privilegio di essere chiamate le "Compagnie Aeree condotte dagli Aviatori" (Airline Run by Flyers), fatto che per diversi anni le pose ai primi posti nello sviluppo di rotte sempre più ambiziose. La più grande delle due, la Transcontinental, poté godere dell'esperienza di Charles Lindbergh e già offriva un viaggio di 48 ore attraverso gli Stati Uniti con una combinazione di treno ed aereo. La Western, che era leggermente più vecchia, poteva godere dell'esperienza di Jack Frye. Il 25 ottobre 1930 la compagnia aerea offrì il primo servizio aereo regolare "coast to coast", la "Lindbergh Route". Il volo durava 36 ore ed inizialmente prevedeva un pernottamento a Kansas City.
T&WA spostò i propri quartier generali da New York a Kansas City nell'estate del 1931.

#### DC-2 e DC-3
Nel 1931 la linea aerea quasi chiuse dopo l'incidente del volo TWA 599, in cui rimase ucciso l'allenatore della squadra della University of Notre Dame Knute Rockne. L'incidente rivelò problemi con la obsoleta flotta di trimotori Fokker.
Il costruttore più brillante dell'epoca era Bill Boeing, ma a causa di un contratto precedente con la United Air Lines, la Boeing non avrebbe venduto i propri modelli alle linee aeree concorrenti. Frye ed altri membri della TWA avvicinarono altri costruttori, incluso Donald Douglas, proponendo delle specifiche per un aereo dalla maggiori dimensioni. Il 20 settembre 1932 il contratto fu firmato con la Douglas ed il primo DC-1 fu consegnato alla TWA nel Dicembre 1933. Il nuovo aeroplano era destinato ad evolvere nel DC-3. Nel 1934, Tomlinson e Richter iniziarono i collaudi del DC-1, e gli estesi collaudi di Tomlinson nel 1935 e 1936 condussero alla capacità dell'aereo di volare ad un'altitudine più elevata "sopra il maltempo" ed alla pressurizzazione della cabina.
Il 18 febbraio 1934, il Capitano Eddie Rickenbacker, Frye, ed un team TWA che includeva "Tommy" Tomlinson, Larry Fritz, Paul E. Richter, Si Morehouse, Harlan Hull, John Collings ed Andy Andrews, fece volare un prototipo del DC-1 da Burbank, California, a Newark, New Jersey, in un tempo da record di 13 ore 4 minuti.

#### Proprietà Lehman Brothers/Hertz - T&WA, Inc.
Nel 1934 fu emanato il "Air Mail Act" che dissolse la fusione tra la Transcontinental e la Western ed ordinò all'United States Army Air Service il trasporto della posta. Con l'azienda che stava attraversando problemi finanziari, Lehman Brothers and John Hertz ne assunsero il controllo.
Il servizio gestito dall'United States Army, l'esercito statunitense, fu funestato da una serie di incidenti e fu deciso di privatizzare nuovamente il servizio con la clausola che nessuna delle aziende che avevano gestito il servizio precedentemente potessero partecipare alla gara. T&WA aggiunse il suffisso "Inc." al proprio nome, qualificandosi quindi come un'azienda differente ed ottenne di nuovo circa il 60% dei precedenti contratti, con inizio a maggio 1934.
Il 18 maggio 1934 il DC-2, versione industriale del DC-1 ed antesignano del DC-3, entrò in servizio sulla rotta Columbus-Pittsburgh-Newark.
Il 27 dicembre 1934 Jack Frye divenne presidente, Paul E. Richter vicepresidente e Walt Hamilton vicepresidente per la manutenzione con dirigenti Lawrence G. Fritz e Tommy Tomlinson, colui che aveva gestito le ricerche sulle elevate altitudini per il "volo sopra il maltempo".
Nel 1935 Tomlinson iniziò le ricerche sui voli ad elevata altitudine con il Northrop Gamma (sovralimentato) e l'ultimo dei 14 Northrop Alphas della TWA fu rottamato.
Il 16 novembre 1936, Paul E. Richter condusse le prime trattative per il Boeing 307.
Il 29 novembre 1937, la TWA ordinò cinque Boeing 307 "Stratoliners", il primo aeroplano commerciale dotato di cabina pressurizzata. Il primo Stratoliner fu consegnato il 6 maggio 1940.
Nel 1938 Paul E. Richter fu eletto vicepresidente esecutivo, Lawrence G. Fritz divenne vicepresidente operazioni e Tomlinson vicepresidente tecnico. La TWA inaugurò la rotta San Francisco - Chicago.

#### Howard Hughes
Nel 1938, Lehman e Hertz cominciarono a vendere i propri pacchetti di azioni e General Motors cominciò a comprarli. Il presidente Jack Frye cominciò a trattare con Howard Hughes, nota ed eccentrica personalità dell'aviazione dell'epoca, ad acquisire il controllo della società. Secondo la biografia di Hughes, prima di accettare e acquisire il 25% della società borbottò: «15 milioni di dollari! È una piccola fortuna!».
Nel giugno 1939, Hughes deteneva oramai il pacchetto di controllo della società e tramite la "Hughes Tool Co." ordinò i primi 40 Lockheed Constellation. Tale aeroplano nasceva da una specifica richiesta di Hughes alla Lockheed. Egli infatti voleva dare prestigio alla compagnia con una flotta di aerei di ultima generazione che avessero la capacità di superare l'Atlantico senza scali, facendo quindi approdare la T&WA nel mercato intercontinentale, all'epoca quasi monopolio della Pan Am.

### Anni 1940

#### Seconda guerra mondiale
Nel 1941 Hughes raggiunse il controllo del 78% della società. La compagnià prosperò durante il secondo conflitto mondiale, accumulando 40 milioni di miglia di voli di approvvigionamento su commessa dell'esercito americano, principalmente sulla rotta nord atlantica verso Prestwick, in Scozia, e su quella sud atlantica tra il Brasile e la Liberia.
Il 17 aprile 1944, alla consegna del primo esemplare di Constellation, Hughes e Frye lo pilotarono personalmente, partendo da Burbank in California verso Washington, D.C., stabilendo un record non ufficiale di 6 ore e 57 minuti.

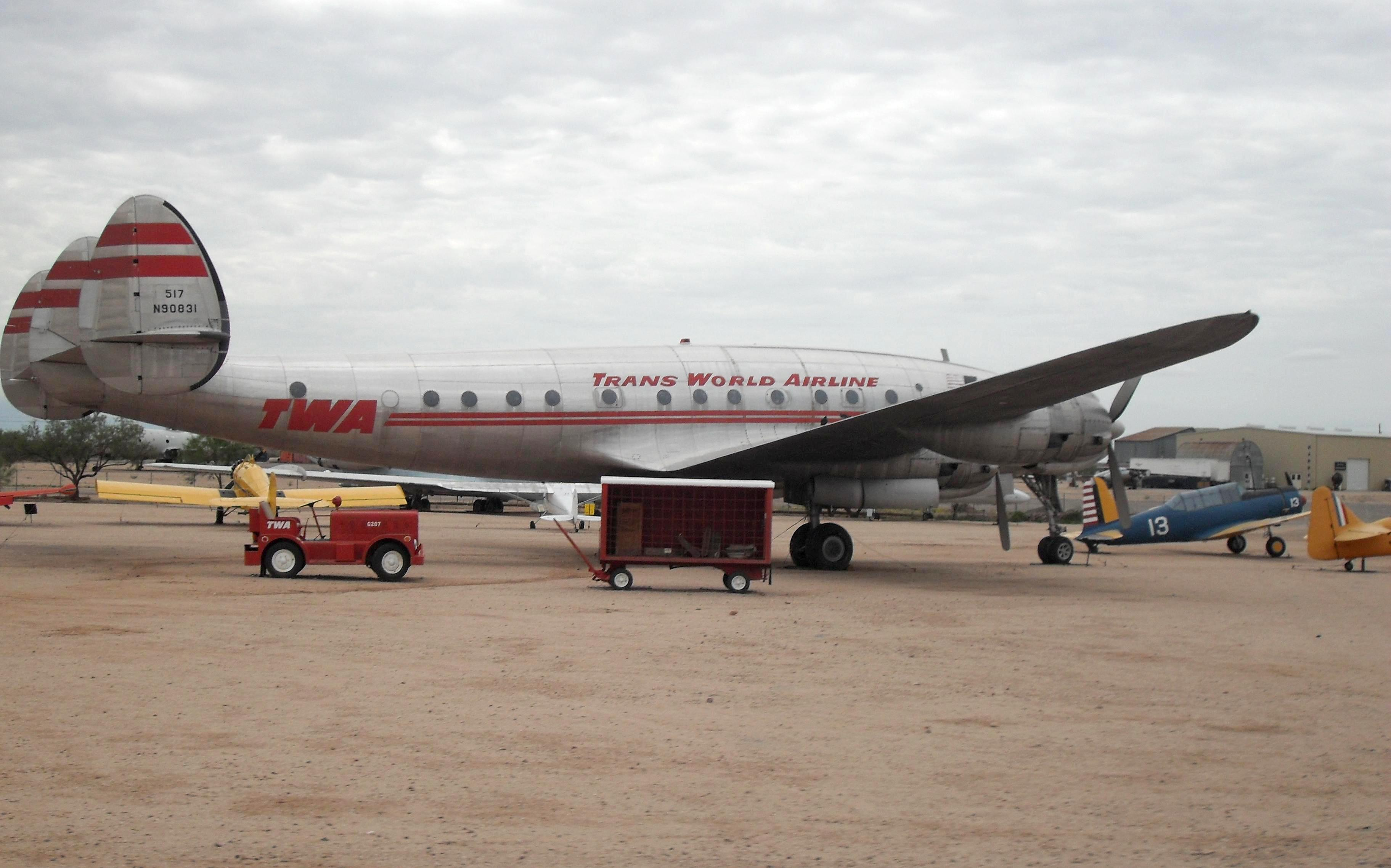
L-049 Constellation "Star of Switzerland" al Pima Air & Space Museum di Tucson, Arizona

#### Il dopoguerra e la trasformazione in Trans World Airlines
Dopo la perdita da parte della Pan American World Airways della designazione legale di unico vettore transatlantico autorizzato dagli Stati Uniti, nel 1946 la TWA comincia a collegare l'America e l'Europa con i DC-4 e i nuovi ed eleganti Constellation ("Connie"). Non essendo più una compagnia di stampo puramente nazionale, la società modifica il proprio nome da "Transcontinental & Western Air" a "Trans World Airlines". Comincia inoltre a servire rotte verso Il Cairo nel 1946, Bombay nel gennaio 1947, Ceylon nel febbraio 1953 e Manila nel gennaio 1958. La rotta di punta della compagnia era il collegamento settimanale tra l'Aeroporto Internazionale "Idlewild" di New York (oggi dedicato a John F. Kennedy) e l'Aeroporto Internazionale di Manila, servita da due Constellation che collegavano le due capitali in 55-56 ore a tratta. La rotta fu poi ridotta a Bangkok nei due anni successivi e a Bombay nel 1961. Nel 1966 fu nuovamente estesa ad Hong Kong via Bangkok, aprendo poi il collegamento trans-Pacifico nel 1969 completando così la prima rotta attorno al globo di TWA, che durò fino al 1975.
La compagnia assistette nella creazione di Saudi Arabian Airlines, Ethiopian Airlines e la neo-costituita compagnia di bandiera tedesca Lufthansa. In quegli anni le compagnie aeree di tutto il mondo inviavano i propri piloti a fare formazione alla TWA.
La compagnia compare nella copertina dell'album del cantante Frank Sinatra: Come Fly With Me

#### Crisi e chiusura
Dopo la crisi dovuta alla deregulation aerea del 1978, TWA è stata scorporata dalla sua holding nel 1984. Carl Icahn ha acquisito il controllo di TWA e ha preso la società privata con un leveraged buyout nel 1988.
Nel gennaio 2001 TWA ha presentato istanza di fallimento definitivo ed è stata acquisita da American Airlines, che licenziò molti ex dipendenti della TWA in seguito agli attacchi dell'11 settembre 2001. TWA ha continuato ad esistere come limited liability company sotto American Airlines fino al 1 luglio 2003.

## Flotta

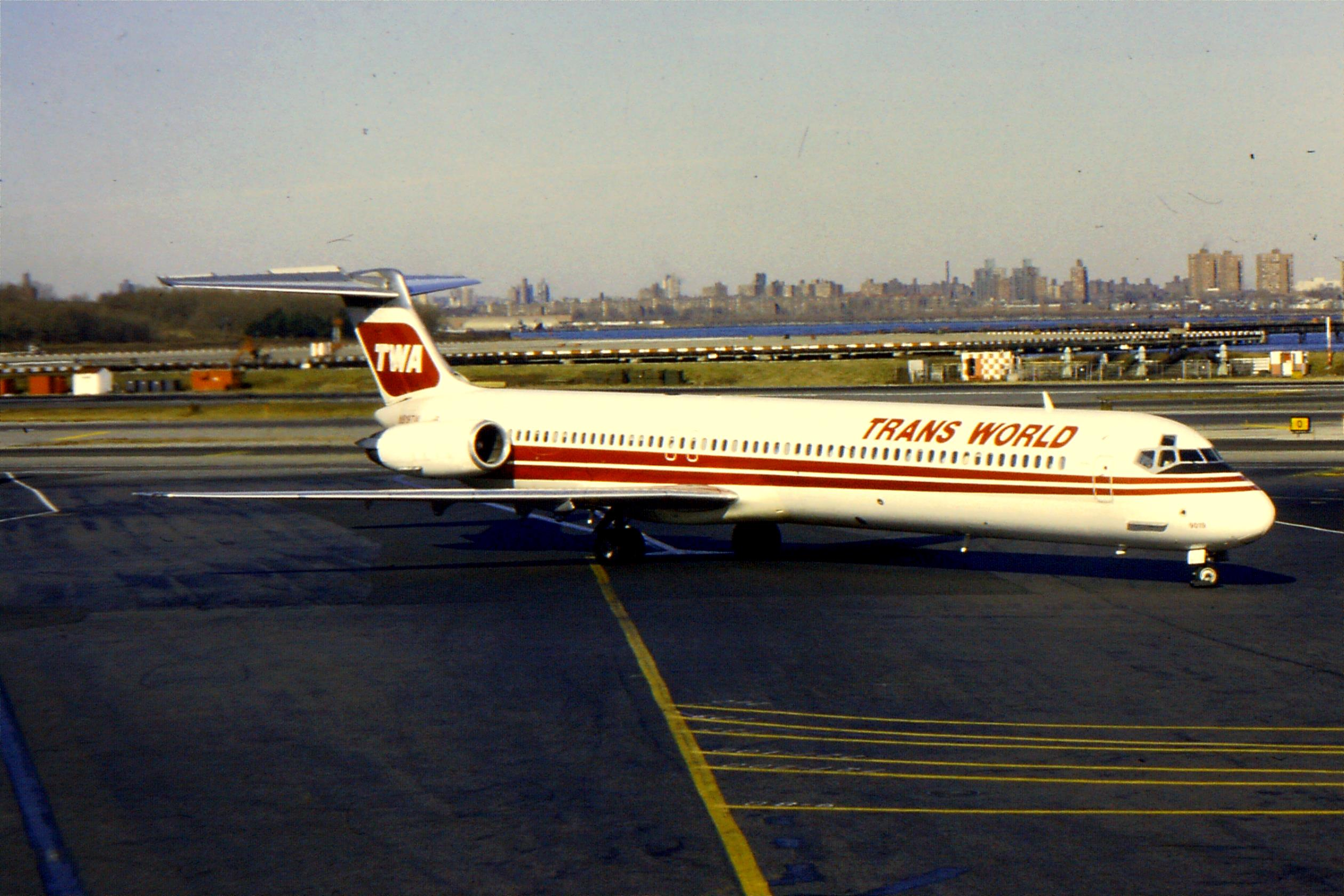
Il McDonnell Douglas MD 80 nelle varianti 81/82/83 era l'aereo più utilizzato dalla compagnia al momento della fusione con American Airlines.

| Aereo                   | Numero | Ordini | Note                                                                                             |
| ----------------------- | ------ | ------ | ------------------------------------------------------------------------------------------------ |
| Airbus A318             | —      | 50     | Ordini in seguito cancellati                                                                     |
| Boeing 757-200          | 27     | —      | 17 in seguito operativi con Delta Air Lines                                                      |
| Boeing 767-200ER        | 12     | —      | —                                                                                                |
| Boeing 767-300ER        | 10     | —      | —                                                                                                |
| McDonnell Douglas MD-81 | 8      | —      | —                                                                                                |
| McDonnell Douglas MD-82 | 38     | —      | 21 rimasti in servizio con American Airlines                                                     |
| McDonnell Douglas MD-83 | 65     | —      | 57 rimasti in servizio con American Airlines                                                     |
| Boeing 747-200          | 2      | —      | —                                                                                                |
| Douglas DC-9            | 30     | 20     | La maggior parte in seguito venduta ad AirTran Airways; i rimanenti ordini sono stati cancellati |
| Totale                  | 192    | 70     | —                                                                                                |

## Incidenti

### Collisione in volo sul Grand Canyon
Il 30 giugno 1956 il volo TWA 2 in volo da Los Angeles a Kansas City entrò in collisione sul Grand Canyon con il volo United Airlines 718 sulla tratta Los Angeles - Chicago, causando la morte di tutte le 128 persone a bordo dei due velivoli.

### Volo TWA 891
Il 26 giugno 1959, il volo TWA 891, un Lockheed L-1649 Starliner, esplose a Olgiate Olona, uccidendo tutte le 69 persone a bordo. L'esplosione è stata causata da un fulmine che ha fatto esplodere il serbatoio del carburante, distruggendo il velivolo.

### Volo TWA 800
Il 17 luglio 1996, il volo TWA 800 esplose al largo di Long Island, uccidendo tutte le 230 persone a bordo. Il National Transportation Safety Board ha concluso che la causa più probabile del disastro fu l'esplosione di uno dei serbatoi del carburante innescata da cavi elettrici esposti. Nelle successive inchieste, i media puntarono molto sul fatto che la flotta aerea TWA era tra le più anziane in servizio.